# Terron
Terron (en francès Terrou) és un municipi francès situat al departament de l'Òlt i a la regió d'Occitània.

## Demografia
| 1962                                       | 1968 | 1975 | 1982 | 1990 | 1999 | 2007 |
| ------------------------------------------ | ---- | ---- | ---- | ---- | ---- | ---- |
| 251                                        | 271  | 253  | 214  | 197  | 202  | 192  |
| Des de 1962: població sense dobles comptes |      |      |      |      |      |      |

## Administració
| Període   | Identitat            | Partit |
| --------- | -------------------- | ------ |
| 1983-1989 | Jeanine Teyssadou    |        |
| 1989-1995 | Jean-Pierre Duffourg |        |
| 1995-2008 | Jeanine Teyssadou    |        |
| 2008-     | Jean-Pierre Dufourcq | PS     |